# Кубра-Пшебудувка
Кубра-Пшебудувка (пол. Kubra-Przebudówka) — село в Польщі, у гміні Пшитули Ломжинського повіту Підляського воєводства.
Населення — 140 осіб (2011).
У 1975-1998 роках село належало до Ломжинського воєводства.

## Демографія
Демографічна структура станом на 31 березня 2011 року:
|          | Загалом | Допрацездатний вік | Працездатний вік | Постпрацездатний вік |
| -------- | ------- | ------------------ | ---------------- | -------------------- |
| Чоловіки | 69      | 10                 | 47               | 12                   |
| Жінки    | 71      | 12                 | 41               | 18                   |
| Разом    | 140     | 22                 | 88               | 30                   |